# Nick Cassavetes
Nicholas David Rowland „Nick” Cassavetes (ur. 21 maja 1959 w Nowym Jorku) – amerykański aktor, reżyser i scenarzysta.

## Życiorys

### Wczesne lata
Urodził się w Nowym Jorku jako syn Geny Rowlands, aktorki, i Johna Cassavetesa, reżysera, scenarzysty i aktora. Wychowywał się z dwiema siostrami – Alexandrą (ur. 1965) i Zoe R. (ur. 1969). Dzięki stypendium koszykarskiemu uczęszczał na Uniwersytet w Syracuse. Jego kariera sportowa zakończyła się kontuzją i ostatecznie zdecydował się studiować na American Academy of Dramatic Arts w Nowym Jorku.

### Kariera
W wieku jedenastu lat zadebiutował w kinowej roli Nicka w komediodramacie Mężowie (Husbands, 1970) w reżyserii swojego ojca u boku Bena Gazzary i Petera Falka. Jako 15-latem ponownie wystąpił w filmie ojca - Kobieta pod presją (A Woman Under the Influence, 1974). Powrócił na ekran jako Steve Cowan w telewizyjnym dramacie CBS Reunion (1980) z Lindą Hamilton i Joanną Cassidy. 
Pierwszą rolę, dzięki której zaistniał w świecie filmowym, był T.J. w dramacie biograficznym Petera Bogdanovicha Maska (1985) z Cher. Od tego czasu występował okazjonalnie w serialach: Matlock (1987), Prawnicy z Miasta Aniołów (1987) i Zagubiony w czasie (1989) oraz telewizyjnym dramacie sensacyjnym NBC Ujecie ('Shooter, 1988) z Jeffreyem Nordlingiem. Grał role drugoplanowe w komedii Assault of the Killer Bimbos (1988) z Elizabeth Kaitan oraz dreszczowcach erotycznych takich jak Grzechy pożądania (Sins of Desire, 1993) z Tanyą Roberts, Strefa wpływów (Body of Influence, 1993) z Sandahl Bergman i Grzechy nocy (Sins of the Night, 1993) z Richardem Roundtree. Jego ostatnia większa rola to Alex Streck w filmie Żona astronauty (1999). 
Od 1996 Cassavetes poświęcił się pracy po drugiej stronie kamery. Jego debiutem zarówno reżyserskim jak i scenopisarskim był film Odmienić los (1996), w którym w główną rolę wcieliła się jego matka Gena Rowlands. Z kolei rok później Nick Cassavetes zekranizował scenariusz swojego ojca Johna Cassavetesa Jak jej nie kochać, za co dostał nominację do Złotej Palmy. Cassavetes jest także autorem scenariusza do filmu Blow (2001) w reżyserii Teda Demme’a. Niedługo potem wyreżyserował film John Q, po którym pojawiło się wiele negatywnych recenzji oraz film Pamiętnik, który z kolei spotkał się z uznaniem krytyków. Napisał scenariusz do teledysku do piosenki Justina Timberlake’a „What Goes Around... Comes Around” (2006). 
W 2008 Cassavetes miał również zająć się reżyserowaniem filmu opartego na cyklu komiksów o Iron Manie, jednak ostatecznie zadanie to przejął Jon Favreau. 

## Filmografia

### Aktor
- 1985: Maska (Mask)
- 1986: Wschód czarnego księżyca (Black Moon Rising)
- 1986: Widmo (The Wraith)
- 1989: Ślepa furia (Blind Fury)
- 1993: Strefa wpływów (Body of Influence)
- 1994: Pani Parker i krąg jej przyjaciół (Mrs. Parker and the Vicious Circle)
- 1997: Bez twarzy (Face/Off)
- 1999: Życie (Life)
- 1999: Żona astronauty (The Astronaut's Wife)

### Reżyser
- 1996: Odmienić los (Unhook the Stars)
- 1997: Jak jej nie kochać (She's So Lovely)
- 2002: John Q
- 2004: Pamiętnik (The Notebook)
- 2006: Alpha Dog
- 2009: Bez mojej zgody (My Sister's Keeper)
- 2012: Yellow
- 2014: Inna kobieta (The Other Woman)
- 2023: God Is a Bullet
- 2025: Naznaczeni (Marked Men: Rule + Shaw)

### Scenarzysta
- 1996: Odmienić los (Unhook the Stars)
- 2001: Blow
- 2006: Alpha Dog (Alpha Dog)
- 2009: Bez mojej zgody (My Sister's Keeper)
- 2012: Yellow
- 2023: God Is a Bullet